# Dolores
För andra betydelser, se Dolores (olika betydelser).

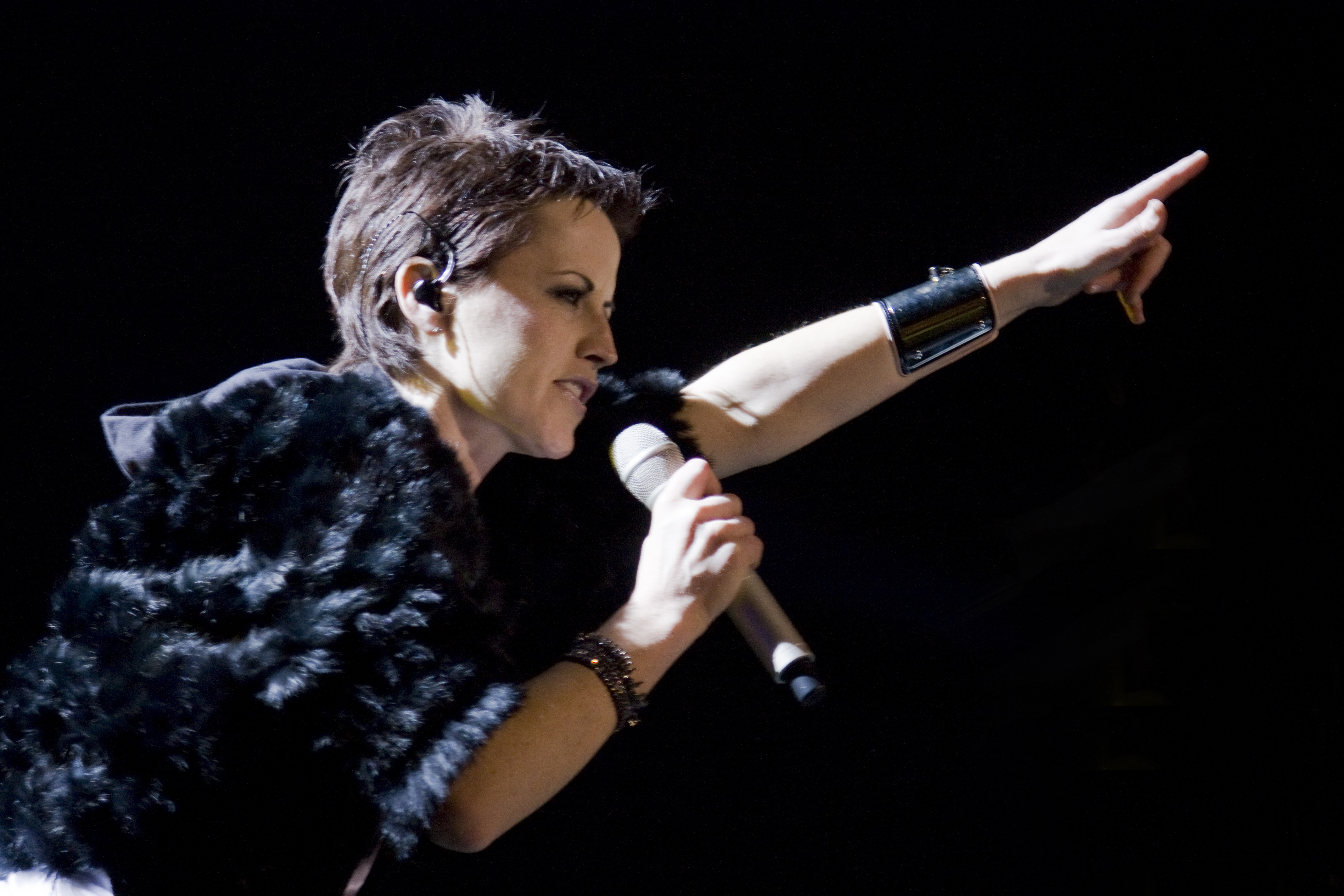
Dolores O'Riordan

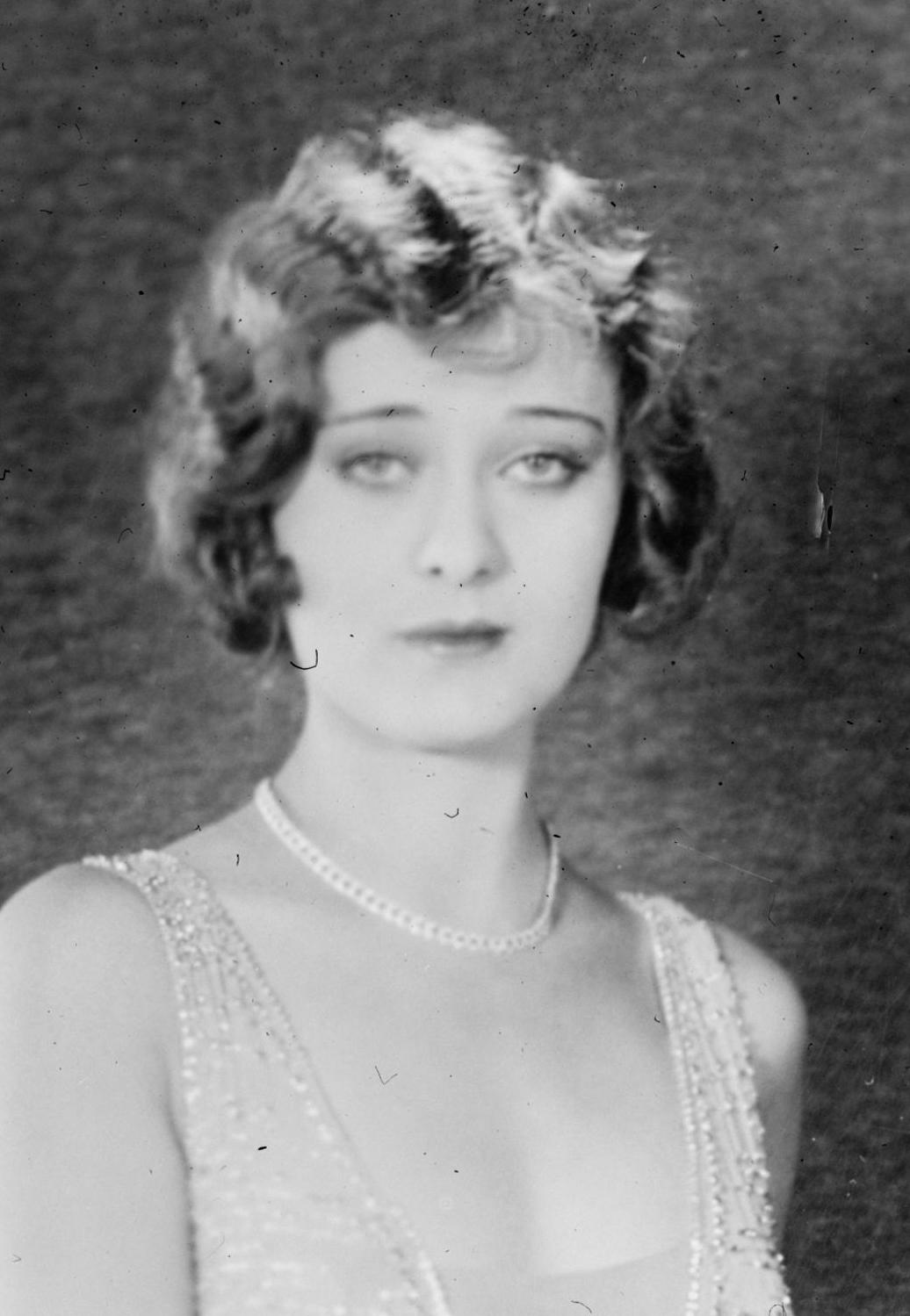
Dolores Costello

Dolores är ett spanskt kvinnonamn som är bildat av det latinska ordet dolor som betyder smärta. Det äldsta belägget i Sverige är från år 1825.
Namnet är en förkortning av La Virgen María de los Dolores.[källa behövs]
Den 31 december 2019 fanns det totalt 732 kvinnor och 4 män folkbokförda i Sverige med namnet Dolores, varav 168 kvinnor samt 2 män bar det som tilltalsnamn.
Namnsdag: saknas

## Personer med namnet Dolores
- Dolores Costello, amerikansk skådespelerska
- Dolores Del Rio, mexikansk-amerikansk skådespelerska
- Dolores Fuller, amerikansk skådespelerska och låtskrivare
- Dolores Ibárruri, spansk kommunist
- Dolores O'Riordan, irländsk sångerska i The Cranberries